# Ricimer
Ricimer, včasih tudi Flavij Ricimer, je bil romaniziran germanski general, ki je po zmagi nad cesarjem Avitom s kratkim premorom od leta 456 do svoje smrti vladal v preostalem delu Zahodnega rimskega cesarstva, * ok. 418, † 19. avgust 472. 
Ricimer je bil uradno magister militum Zahodnega cesarstva, v resnici pa prek vrste marionetnih cesarjev dejanski vladar cesarstva. Njegova smrt je povzročila nemire po Italiji in ustanovitev germanskega kraljestva na Apeninskem polotoku. 

## Poreklo
Datum njegovega rojstva in imeni staršev niso znani. Po očetu naj bi bil Sveb, po  materi pa Vizigot. Oba sta bila verjetno iz plemiških družin. V rimski službi je bila verjetno cela njegova družina.
Ricimer je imel tesne vezi z drugimi germanskimi plemeni, tudi z Burgundi. Njegov podrejeni in naslednik je bil njegov nečak Gundobad, ki je bil poročen s sestro burgundskega kralja Gondioka.

## Vzpon na oblast
Po Sidoniju Apolinarju je Ricimer služil pod magistrom militum Flavijem Ecijem. Z njim je služil tudi comes domesticorum Majorijan, s katerim se je spoprijateljil. Te politične, družbene in osebne povezave in morda še kaj drugega so Ricimerja  pripeljale do centrov politične moči.
Po umoru cesarjev Flavija Ecija in Valentinijana III. leta 454 in 455, je nastala praznina oblasti. Po atentatih se je za cesarja razglasil rimski senator Petronij Maksim. Njegova vladavina je trajala manj kot tri mesece, saj je bil malo pred vandalskim plenjenjem Rima leta 455 tudi on umorjen.
Po plenjenju Rima je vizigotski kralj Teoderik II. za cesarja razglasil Avita, rimskega vojaškega poveljnika v Galiji. Avit se je v zameno za Teoderikovo podporo dovolil Vizigotom vstop v Španijo, ki je bila pod nadzorom Svebov. Avit se je po razglasitvi za cesarja odpravil na pohod v Italijo, vendar je bil v Padski nižini poražen.
Po Avitovem prihodu v Rim je Majorijan podprl novega cesarja, čeprav nerad. V tem trenutku je Zahodno cesarstvo obsegalo le Apeninski polotok in dele južne Galije, se pravi le delček nekdanjega rimskega ozemlja. Ricimer je kljub temu zbral vojsko in mornarico  germanskih plačancev in začel pohode proti "barbarskim" plemenom, ki so bila  v konfliktu s cesarstvom. Prvo pomembno zmago je dosegel leta 456, ko je pri Agrigentu in na Korziki premagal Vandale.

### Upor proti Avitu
Napadi Vandalov in civilno nezadovoljstvo, deloma zaradi lakote, so se za Avita izkazali za problematične. Ne glede na to, da ga vzhodni cesar Marcijan ni priznal za cesarja Zahoda, se je Avit  znašel v posebej negotovem položaju, saj so se prelomni dogodki komaj končali. V tem kritičnem času sta se Ricimer in Majorijan uprla svojemu nekdanjemu pokrovitelju. Vsak s svojo vojsko sta krenila proti Avitovim silam pod poveljstvom magistra militum Remista in ga premagala. Remista so septembra 456 v nejasnih okoliščinah v Raveni usmrtili.  Avit je pobegnil v Galijo, da bi pridobil podporo svojih vizigotskih in galskih privržencev, vendar je bil 17. oktobra 456 v bitki pri Piacenzi poražen,  ujet, odstavljen, bil prisiljen prevzeti položaj škofa v Piacenzi in nazadnje usmrčen. Domneva se, da sta ga Majorijan in Ricimer do smrti izstradala.

## Magister militum

### Majorijan (457–461)
Medtem ko je Ricimer kot magister militum pridobil vpliv med germanskimi ljudstvi, ki so zasedla Galijo, Iberski polotok in severno Afriko, je usklajeno deloval z Majorijanom, da bi s skupnimi močmi prevzela oblast. Slednji bi postal cesar, Ricimer pa poveljnik vojske. Ricimer kot German in arijanec ni bil primeren za cesarja. Ali je to želel biti, ni znano.
Ko je bil prestol Zahodnega cesarstva izpraznjen, so Alemani iz Retije vdrli v Italijo. Majorijan jih je premagal in bil po dogovoru z Ricimerjem  1. aprila 457 razglašen za cesarja. Bizantinski cesar Leon I. ga je 28. decembra 457 priznal za cesarja na Zahodu  in Ricimerju podelil naslov magistra militum.
Majorijan se je izkazal za zelo sposobnega vladarja, tako da je  zgodovinar Michael Grant trdil, da je bil "zadnji kompetentni cesar, ki ga je kdaj ustvaril Zahod ". Leta 460 je  nameraval napasti Vandale kralja Gajserika, a je bil tik pred začetkom invazije velik del njegove flote potopljen v pristanišču v Kartageni. Dogodek je pomenil velik udarec za cesarstvo in Majorijanov ugled, kar je spretno izkoristil Ricimer. Med cesarjevo odsotnostjo je prepričal rimski senat, da se je obrnil proti njemu. Na poti domov ga je Ricimer v Tortoni aretiral. Leon I. je Ricimerja imenoval za nekakšnega podregenta Zahoda. Ricimer je 3. avgusta 461 odstavil Majorijana, ga ukazal mučiti in  nazadnje obglaviti.

### Libij Sever (461–465)
Ricimerjev umor Majorijana ni bil všeč nekaterim vojaškim poveljnikom, zlasti Egidiju, poveljujočemu generalu v Galiji, in Marcelinu, poveljniškemu generalu v Dalmaciji,  ki sta svojim domenam vladala neodvisno od cesarske oblasti. Generala nista priznala Ricimerjevega položaja. Ricimer je pod pritiskom italijanske aristokracije po treh mesecih vladanja 19. novembra 461 za cesarja imenoval neuglednega senatorja Libija Severja. Severja je priznal rimski senat, cesar Leon I. pa ne.  Ricimer je ob ubogljivem Severju ostal nesporni gospodar Rima in Italije. Njegova glavna težava je bila vojna z Vandali, ki so vladali tudi  na Korziki, Sardiniji, Malti, Balearih in Siciliji in vdirali v Grčijo in Italijo.
Leta 461 je Ricimer pokoril Hune in okoli leta  463 kontingent Vizigotov. Leta 464 je poveljeval vojski, ki je v bitki pri Bergamu porazila alansko vojsko in ubila njenega kralja Beorgorja.
Zaradi zmanjšanih davčnih prihodkov in vojn je Ricimer za vzdrževanje reda na Zahodu potreboval pomoč z Vzhoda. Sever je  kljub svoji pokorni naravi za Ricimerja predstavljal oviro za kakršno koli prizadevanja za spravo z Leonom I. in Gajserikom. 14. novembra 465 je Libij Sever umrl. Po Kasiodorju ga je zastrupil Ricimer, vendar je njegova trditev sporna.  Ricimer je osemnajst mesecev vladal Zahodu brez cesarja in čakal, da ga Leon I. imenuje za Severjevega naslednika.

### Antemij (467–472)
Prestol na Zahodu je ostal prazen skoraj dve leti do 14. aprila 467, ko je Leon I. za cesarja imenoval grškega aristokrata in Marcijanovega zeta Antemija. Leonovo odločitev je morda motiviral pritisk Vandalov in morda odstranitev potencialnega tekmeca iz  Konstantinopla. Ricimer se je medtem poročil z Antemijevo hčerko Alipijo, kar je utrdilo njegove vezi s cesarjem. 
Leon je v Italijo skupaj z Antemijem poslal tudi vojsko na čelu s poveljnikom dalmatinske vojske Marcelinom, nekdanjim Ricimerjevim tekmecem. Ricimer je v Antemijevem imenovanju sprva videl spodkopavanje njegovega položaja, kajti za razliko od Libija Severja je imel Antemij dokazano zgodovino vojaških uspehov in družinske vezi s Teodozijevo dinastijo. Ker je potreboval podporo Vzhodnega cesarstva, ga je bil prisiljen sprejeti kot ceno za zaščito pred Gajserikovim plenjenjem.
Antemij je kmalu po prevzemu zahodnega prestola podelil Marcelinu položaj patricija kot nekakšno protiutež Ricimerjevi avtoriteti. Ricimer je med Antemijevo vladavino ohranil položaj "drugega za cesarjem Antemijem".

#### Pohod proti Vandalom
Leta 468 je Leon organiziral veliko ofenzivo proti Vandalom v Severni Afriki, za katero sta Vzhod in Zahod zbrala znatne sile. Poveljstvo združene vojske je prevzel poveljujoči general trakijske vojske in  Leonov svak Bazilisk. Vojska na bi napadla s treh smeri.  Bazilisk naj bi se z glavnino vojske, ki jo je prevažala flota več kot 1000 ladij, izkrcal nedaleč od Kartagine in se nato združil s Heraklijem, ki naj bi napadal iz Tripolitanije. Marcelin naj bi napadel Afriko s Sicilije. Ricimer je pod Marcelinovim vrhovnim poveljstvom poveljeval velikemu delu zahodnih sil, v vendar njihova flota zaradi Ricimerjevega veta ni nikoli izplula. Druga napada sta na začetku dobro napredovala, dokler niso  Gajserikove ognjene ladje uničile vsaj polovico skupne flote. Bazilisk je opustil napad na Kartagino in se umaknil na Sicilijo. V tej fazi je bil Marcelin na Siciliji nenadoma umorjen, morda na Ricimerjevo pobudo.

#### Posledice
Neuspeli skupni pohod proti Vandalom je bil šok za rimski prestiž, zmanjšal rimsko vojaško moč in skoraj bankrotiral tako Zahodno kot Vzhodno cesarstvo. Ko so izvedeli za katastrofalni poraz, so Vizigoti nadaljevali svoje širitvene vojne proti Zahodu, Burgundi pa so razširili svoje kraljestvo proti Arlesu. Ko je Marcelin umrl, je Gajserik leta 470 ponovno začel napadati Italijo, kar je prisililo Ricimerja kot edinega poveljnika na Zahodu,  da prevzame poveljstvo obrambe Italije. Marcelinova smrt je še povečala razkorak med cesarjem in Ricimerjem. Prelomnica v njunem odnosu je bilo sojenje cesarskemu kanclerju (magister officiorum) in Ricimerjevemu podporniku Romanu, ki ga je Antemij obtožil izdaje in leta 470 obsodil na smrt.  Ricimer se je po Romanovi smrti s šest tisoč vojaki premaknil proti severu v Milano. Odnosi med obema so se poslabšali do te mere, da je bil milanski škof Epifanij Paviljski pozvan, naj se pogaja za spravo med njima.
Škofov trud je bil zaman. Nasprotnika sta začela drug drugega žaliti,  dokler ni leta 472 med njima izbruhnila odprta vojna. Ricimer je več mesecev oblegal Rim in v znak sprave z Vandali imenoval Gajserikovega svaka Olibrija za cesarja. Rim se je zaradi lakote vdal. Antemij je poskušal pobegniti preoblečen v berača, vendar so ga ujeli in 11. julija 472 obglavili.

## Smrt in zapuščina
Ricimerjeva vladavina je trajala do njegove naravne smrti, očitno zaradi krvavitve, 19. avgusta 472, šest tednov po odstavitvi Antemija.  Njegov naziv patricija in položaj vrhovnega poveljnika vojske je prevzel njegov nečak Gundobad.
V svoji sedemnajstletni vladavini v Italiji je Ricimer deloval s štirimi cesarji - Majorijanom, Severjem, Antemijem in Olibrijem. Ko niso več služili njegovemu namenu, je vse štiri preprosto zavrgel. Zahodnemu rimskemu cesarstvu brez močnega cesarja ni uspelo utrditi oblasti. Linija zahodnorimskih cesarjev se je verjetno končala bodisi leta 476 z Odoakerjevo odstavitvijo Romula Avgusta, bodisi leta 480 s smrtjo Julija Neposa, s čimer se je preostala cesarska oblast skoncentrirala v oddaljenem Konstantinoplu. Zgodovinar J. B. Bury trdi, da je bil Odoaker bolj ali manj ustavni Ricimerjev naslednik.